# しろまんた
しろまんた（10月20日 - ）は、日本の男性Web漫画家。代表作に『先輩がうざい後輩の話』（一迅社）がある。

## 概要
2014年11月24日よりTwitterにて絵を投稿し始める。また、2017年1月にpixivでも活動を始める。
その後、｢ガタイのいいおっさんとちっこくてツンツンした女の子の甘々な話」を描きあげるも、羞恥心がこみ上げ投稿するか悩み、自身が師と仰ぐさめだ小判に相談したところ後押しされたため、2017年9月18日にTwitterおよびpixivにて4ページ漫画の『先輩がうざい後輩の話』を発表、連載を開始した。これが好評を得て、2018年3月に一迅社より単行本として発売され商業デビューとなった。

## 人物
しろまんたの由来は、父親がゲーム用に考えていたしろまんたとの共用アカウント名で、父親がダイビング中に遭遇した光に照らされて真っ白に輝くマンタに感動し好きになったためこの名をつけ、それをペンネームとして使用している。
自画像は一旦お化けのように見えるが、一般的なエイの腹部側から見た様子を真っ白にしてデフォルメし、口はそのままに鼻孔を目に見立て、手を生やしたもので、それを人間の頭部に置き換えたものを使用することもある。また、このイラストと同様のかぶりものを人前に出るときには着用している。
趣味はゲーム（ACT、FPS）と漫画。ゲームに関しては専用のTwitterアカウントを取得し、ゲームに関連したツイートをしている。また、その模様を時々YouTubeにて配信している。
高校時代はバスケ部に所属しており、当時の身長は183cmであった。2016年、2019年時には身長が185cmであるとツイートしている。
小学3年生の時、習字の授業参観にて提示された文字を書かずにギラファノコギリクワガタを描いて提出したことがある。この出来事が、担任の対応を含めネット上で話題となった。
商業的に発行されている漫画以外にもSNSなどで数多くの漫画を執筆しており、歩きタバコをする人へ向けた漫画は様々な意見を集めている。

## 評価
著書である『先輩がうざい後輩の話』が次にくるマンガ大賞 2018のWebマンガ部門において1位、WEBマンガ総選挙2018にて8位を受賞した。

## 作品リスト
漫画作品
- 先輩がうざい後輩の話（2018年3月28日 - 2025年2月3日、全13巻）、一迅社
- WORK×WORK 導入部の漫画化（2019年2月23日）[21]
- やる気スイッチ（『上野さんは不器用 6巻 限定版』 付録公式アンソロジー小冊子『上野本』、pp. 9-10.（2019年3月29日）、白泉社）
- ことことこい（2019年5月 - 2019年6月、ゲッサン）、小学館[22][23][24][25]
- ばつゲーム（『“尊すぎて読めなァァァァァァい!!”4Pショート・ストーリーズ』、pp. 23-26. 2019年8月26日、一迅社）
- 捕食（『尊い。4Pショート・ストーリーズ』、pp. 41-44. 2019年10月25日、一迅社）
- 僕の心のヤバイやつ 3巻特装版付録『僕らの心のヤバイやつ』（アンソロジー参加、2020年6月8日、秋田書店）[26]
- かるび、もまれる。（2025年8月19日 - 、原案協力/赤見かるび・Crazy Raccoon 原作/赤坂アカ共作、講談社 マガポケ）[27][28]

イラスト
- 『イジらないで、長瀞さん 2巻 特装版』 付録フルカラー小冊子（2018年6月8日）、講談社 - カラーイラスト
- 『私に天使が舞い降りた! 5巻 特装版』 付録アニメ化記念特別小冊子『私にエンジェルたちが舞い降りた!』（2019年1月11日）、一迅社 - お祝いイラスト
- 『疑似ハーレム 1巻』 初版（2019年3月12日）、小学館 - 帯イラスト及びコメント
- 『田舎に帰るとやけになついた褐色ポニテショタがいる 1巻』（2019年3月28日）、KADOKAWA - 応援イラスト
- 『週刊少年マガジンVol.21・22 合併号』 化物語 特別寄稿 化物画廊 049 しろまんた（2019年4月24日）、講談社 - 忍野忍イラスト
- 『週刊ファミ通』 2019年8月1日号「保存版 スプラトゥーン2 超イカす特集」p. 32（2019年7月18日）、KADOKAWA - インクリングカラーイラスト
- 『尊い。4Pショート・ストーリーズ』（2019年10月25日）、一迅社 - 表紙イラスト
- 『【MV】かさねうた/CRカップテーマソング』（2021年5月17日） - イラスト参加
- お兄ちゃんはおしまい！ 公式アンソロジーコミック 1巻（アンソロジーコミック、2021年[29]）イラスト寄稿
- 『がんばれ同期ちゃん』（2021年10月18日） - 第4話エンドカード[30]
- 『先輩がうざい後輩の話』（2021年12月26日） - 第12話エンドカード

同人誌
- かとうちゃんのいうとおり。（サークル「るみのっくす」名義、2017年8月、C92）
  - かとうちゃんのいうとおり。2（サークル「いとまき水族館」または「るみのっくす」名義、2017年12月、C93）
  - かとうちゃんのいうとおり。3（サークル「いとまき水族館」または「るみのっくす」名義、2018年8月、C94）
- かぞくまんがまとめ + 描き下ろし ゲストイラスト本（サークル「いとまき水族館」名義、2018年8月、C94）
- にゅうがく（サークル「ぷりんはるまき」、2017年12月、C93）- ゲストイラスト提供